# إيريك غيريتس
إيريك غيريتس من مواليد 15 مايو 1954 في ريكيم، بلجيكا،

## مسيرته لاعِبًا
بدأ غيريتس (ظهير أيمن) مسيرته الكروية لاعِبًا في نادي ستاندار دو لييج البلجيكي أحرز معه الدوري البلجيكي مرتين، انتقل بعد تألقه في بلجيكا للنادي الكبير آسي ميلان الإيطالي في 1983. لعب موسم واحد مع الميلان لعب خلالها 13 مباراة سجل خلالها هدف وحيد.
انتقل في 1984 إلى نادي ماتريتش الهولندي هناك لعب 12 مباراة خلال موسم واحد قبل أن يذهب لنادي إينهدوفن الهولندي آخر محطاته الكروية كلاعب، فلعب في آيندهوفن 7 سنوات حاز فيها مع الفريق 6 بطولات دوري 3 بطولات كأس ودوري الأبطال في 1988. لعب مع الفريق 200 مباراة سجل خلالها 8 أهداف.و اعتزل اللعب في 1992.

## مسيرته مُدرِّبًا
بدأ غيريتس مشواره التدريبي في ناديه السابق ستاندار دو لييج البلجيكي سنة 1992. ولموسمين لم يستطع تحقيق إنجازه مع الفريق عندما كان لاعبا.
فأقيل وانتقل إلى لييرز في 1994 هناك قضى مواسم صعبة في الأول لكنه اكتسب التجربة وأصبح الفريق ينافس الأقوياء في بلجيكا بعد أن كان
فريقا ضعيفا يريد البقاء في دوري الأضواء ولم يكتفي إيريك بهذا بل ختم مشواره مع النادي بتتويج تاريخي للفريق بإحرازه للدوري البلجيكي في 1997.
بعد التألق مع لييرز أصبح إيريك مشهورا في بلجيكا وطلبه النادي الأكبر أف سي بروج في 1997.
في الموسم الأول استطاع إيريك منح الفريق الدوري البلجيكي وكأس السوبر البلجيكية لكنه استقال في موسمه الثاني قولا منه أنه لا يلقى الدعم اللازم.
فذهب جيريتس النادي الذي صنع معه الإنجازات فريق أيندهوفن الهولندي وفي أول تجربة له خارج بلجيكا كمدرب.
مع إيندهوفن لم تخلوا بصمة إيريك السحرية وفاز مع الفريق خلال موسمين فقط على الدوري الهولندي لمرتين متتاليتين
و كأس السوبر الهولندية لمرتين متتالية أيضاو بهذا يكون إيندهوفن الفريق الأفضل لجيريتس لاعِبًا ومُدرِّبًا.
في عام 2002 درب جيريتس فريق كايزر سلاوترن الألماني الذي كان آنذاك في الدرجة الأولى الألمانية، هناك قدم إيريك لفريق دفعة معنوية وأصبح ينافس الكبار ووصل للمركز الرابع. في عام
2004 انتقل إيريك إلى نادي فولفسبورغ الألماني الذي لم تكن مسيرته معه ناجحة فانتقل إلى تركيا وإلى النادي الأبرز هناك نادي غلطة سراي في 2005. فحقق معه الدوري التركي في أول موسم.
في عام 2007 ترك إيريك الفريق التركي واتجه إلى فرنسا ليتولى قيادة دفة نادي أولمبيك مارسيليا فخلفا لألبير إيمون الذي ترك لإيريك مسؤولية
كبيرة جدا فقد كان ترتيب الفريق 19 في الجولة 13 في المركز الـ 19 ولكنه قاده إلى المركز الثالث في نهاية الموسم والتأهل لدوري الأبطال!
في أبريل 2009 وقع اريك غيريتس عقدا مع نادي الهلال السعودي للاشراف على الفريق بدءا من شهر يوليو من العام نفسه.
وحقق معة الدوري السعودي في 2010 وحقق أيضا بطولة كأس ولي العهد وذلك بعد أربعة اسابيع تقريبا من حصوله على بطولة الدوري السعودي.
وقع مع الجامعة المغربية لكرة القدم أثناء تدريبة لنادي الهلال وعقدة جاري ممى ادعى بعض الاعلامين السعوديين بشن هجوم شرس علية وخصوصا بعد خروج الفريق من نصف نهائي ابطال آسيا 2010
وحاليا مع المنتخب المغربي يحتل المرتبة الأولى في المجموعة 4 المؤهله لكاس أفريقيا 2012 التي تضم كل من أفريقيا الوسطى والجزائر وتنزانيا والتي خرج منها المنتخب المغربي بعد هزيمتين الأولى أمام المنتخب التونسي والثانية أمام منتخب الغابون. وقد تم فسخ العقد مع الجامعة المغربية بعد الخسارة التي مني بها الفريق الوطني المغربي يوم 9 سبتمبر 2012.
في 9 أكتوبر 2012 تعاقد مسئولوا نادي لخويا القطري مع البلجيكي ايريك جيرتس المدير افني الجديد خلفا للجزائري المولد فرنسا جمال بلماضي وحقق مع نادي لخويا القطري كأس سمو ولي العهد 2013 * الوصول لدور 8 من دوري ابطال آسيا والآن انتقل ايريك غريتس إلى الجزيرة الامراتي وهو الآن في المركز الأول من مسابقة الدوري. ثم درب المنتخب العماني

## انجازاته لاعِبًا

### مع نادي ستانرد ليج البلجيكي
- الدوري البلجيكي : 1982 و1983
- كأس بلجيكا: 1981
- كأس السوبر البلجيكي: 1981

### مع نادي بي اس في اندهوفن الهولندي
- الدوري الهولندي: 1986, 1987, 1988, 1989, 1991, 1992
- كأس هولندا: 1988, 1989, 1990
- دوري أبطال أوروبا: 1988

## انجازاته مُدرِّبًا

### ناديستاندارد لييج
- الدوري البلجيكي : 1997

### نادي كلوب بروج
- الدوري البلجيكي : 1998
- كأس السوبر البلجيكي : 1998

### نادي آيندهوفن
- الدوري الهولندي: 2000 و2001
- كأس السوبر الهولندي : 2000 و2001

### ناديغلطة سراي
- الدوري التركي: 2005

### نادي الهلال
- الهلال دوري زين 2010
- كأس ولي العهد 2010

### نادي لخويا
- كأس سمو ولي العهد 2013
- الوصول لدور 8 من دوري ابطال آسيا 2013
- دوري نجوم قطر لموسم 2014

## روابط خارجية
- إيريك غيريتس على موقع الاتحاد الدولي (مؤرشف)  (الإنجليزية)
- إيريك غيريتس على موقع الاتحاد الأوربي (الإنجليزية)
- إيريك غيريتس على موقع الاتحاد البلجيكي (الإنجليزية)
- إيريك غيريتس على موقع قاعدة بيانات كرة القدم.إي يو (الإنجليزية)
- إيريك غيريتس على موقع ناشيونال فوتبول تيمز (الإنجليزية)
- إيريك غيريتس على موقع عالم كرة القدم.نت (الإنجليزية)
- إيريك غيريتس على موقع كووورة